# Kinh tế Luxembourg

Luxembourg là một trong những nước có năng suất lao động cao nhất tại châu Âu. Theo OECD, 2012.

Nền kinh tế Luxembourg chủ yếu phụ thuộc vào ngành ngân hàng, thép và công nghiệp. Luxembourg là quốc gia có tổng sản phẩm quốc nội bình quân đầu người cao nhất thế giới (theo ước tính của CIA năm 2018). Luxembourg là quốc gia có ngành công nghiệp phát triển đa dạng, trái ngược với ngành công nghiệp của Qatar khi phụ thuộc chủ yếu vào ngành khai thác dầu mỏ.
Mặc dù Luxembourg nổi tiếng với khách du lịch với tên gọi "Trái tim xanh của châu Âu", vùng đất hơi mang tính thôn quê này vẫn tồn tại một khu công nghiệp xuất khẩu phát triển. Nền kinh tế của Luxembourg khá tương đồng với nền kinh tế của Đức. Luxembourg có một mức độ thịnh vượng kinh tế mà hiếm các nền dân chủ công nghiệp nào trên thế giới có được.
Năm 2009, thâm hụt ngân sách vào khoảng 5% xuất phát từ các biện pháp của chính phủ nhằm kích thích nền kinh tế, đặc biệt là trong ngành ngân hàng, sau những hậu quả của cuộc khủng hoảng kinh tế thế giới để lại. Tuy vậy thì con số này đã giảm xuống chỉ còn 1,4% trong năm 2010.
Trong năm 2017, các số liệu (dự kiến) như sau: Tăng trưởng kinh tế đạt 4,6%; Lạm phát 1,0%; Bội chi ngân sách 1,7% và sẽ giảm xuống còn 0,8% vào năm 2020; Nợ 20,4% và sẽ không có khoản nợ mới nào xuất hiện trong năm tài chính.

## Các Ngành
Năm 2013, GDP đạt 60,54 tỷ đô la, trong đó ngành dịch vụ bao gồm cả lĩnh vực tài chính và sản xuất chiếm 86%. Lĩnh vực tài chính chiếm 36% tổng GDP, công nghiệp chiếm 13,3% và nông nghiệp chỉ chiếm 0,3%.

### Ngân hàng
Ngân hàng là lĩnh vực chiếm tỷ trọng cao nhất trong nền kinh tế của Luxembourg. Theo Chỉ số về các Trung tâm Tài chính Toàn cầu năm 2017, Luxembourg được xếp hạng là trung tâm tài chính có mức độ cạnh tranh cao thứ 18 trên thế giới và thứ ba ở Châu Âu chỉ sau London và Zürich. Quốc gia này sở hữu nguồn nhân lực có chuyên môn trong việc kinh doanh và quản lý các quỹ xuyên biên giới. Do thị trường nội địa của Luxembourg tương đối nhỏ, trung tâm tài chính của quốc gia chủ yếu là hoạt động trên trường quốc tế. Vào cuối tháng 3 năm 2009, có 152 ngân hàng hoạt động ở Luxembourg với số lượng nhân viên là hơn 27.000. Sự ổn định về mặt chính trị, khả năng giao tiếp tốt, dễ dàng tiếp cận được các trung tâm tài chính ở châu Âu khác, đội ngũ nhân viên đa ngôn ngữ và lành nghề, truyền thống bảo mật ngân hàng cùng với chuyên môn tài chính xuyên biên giới đã góp phần vào sự phát triển của ngành tài chính tại quốc gia này. Những yếu tố này khiến Chỉ số nhận thức tham nhũng của Luxembourg lên đến 8.3 và Xếp hạng Chỉ số DAW là 10 trong năm 2012; cao thứ hai tại châu Âu. Các ngân hàng của Đức chiếm phần lớn trong tổng số các ngân hàng hoạt động tại quốc gia này, cùng với các ngân hàng Bắc Âu, Nhật Bản và các ngân hàng lớn của Mỹ cũng xuất hiện rất nhiều ở đây. Tổng tài sản của ngành đã vượt quá 929 tỷ Euro vào cuối năm 2008 và đã có hơn 9.000 công ty cổ phần được thành lập tại Luxembourg. Ngân hàng Đầu tư Châu Âu, một tổ chức tài chính thuộc Liên minh châu Âu, được đặt ở đây.
Do những nghi ngờ về luật và chính sách bảo mật ngân hàng của Luxembourg, đồng thời với việc nơi này từ lâu đã được gọi là thiên đường về thuế cho nên vào tháng 4 năm 2009, Luxembourg đã bị đưa vào "danh sách xám" - danh sách các quốc gia có những thỏa thuận đáng nghi trong ngành ngân hàng của G20, tuy nhiên thì quốc gia này cũng đã được đưa ra khỏi danh sách vào năm 2009. Sự kiện này đã khiến cho Luxembourg phải sửa đổi luật thuế để tránh những xung đột với cơ quan thuế thuộc Thành viên của Liên minh Châu Âu. Ví dụ, Công ty cổ phần 1929, một công ty từ lâu đã được miễn thuế, đã bị Ủy ban châu Âu cấm hoạt động vào ngày 31 tháng 12 năm 2010 vì được cho là đã nhận viện trợ nhà nước bất hợp pháp.

### Thép
Một sự kiện quan trọng đã diễn ra trong lịch sử kinh tế của Luxembourg đó chính là sự ra đời của ngành công nghiệp luyện kim ở Anh vào năm 1876. Quá trình tinh luyện nghiêm ngặt dẫn đến sự phát triển của ngành công nghiệp thép ở Luxembourg và công ty Arbed đã được thành lập vào năm 1911.
Việc tái cấu trúc ngành công nghiệp và sự gia tăng trong vốn cổ phần sở hữu Arbed của chính phủ (31%) được bắt đầu từ năm 1974. Kết quả là giúp cho đất nước kịp thời hiện đại hóa được cơ sở vật chất, tiết kiệm được nguồn lực trong sản xuất và trong quá trình làm việc, việc chính phủ đã tham gia gánh một phần các khoản nợ của Arbed và sự phục hồi theo chu kỳ gần đây của nhu cầu thép trên trường quốc tế giúp công ty kiếm được lợi nhuận và đạt được một trong những mức năng suất cao nhất trên thế giới. Thị trường Mỹ chiếm khoảng 6% sản lượng của Arbed. Công ty chuyên sản xuất các rầm thép phục vụ các công trình kiến trúc lớn và các sản phẩm làm gia tăng giá trị chuyên dụng. Tuy nhiên, sự suy giảm tương đối trong ngành công nghiệp sản xuất thép đã diên ra đi cùng với sự nổi lên như là một trung tâm tài chính của Luxembourg. Năm 2001, thông qua việc sáp nhập vào Aceralia và Usinor, Arbed được đổi tên thành Arcelor. Arcelor được tiếp quản vào năm 2006 bởi Mittal Steel để trở thành công ty sản xuất thép Arcelor-Mittal, được điều hành bởi Lakshmi Mittal, một nhà sản xuất thép lớn nhất thế giới.

### Viễn thông
Chính phủ đã đưa ra các chính sách nhằm thúc đẩy sự phát triển ngành viễn thông biến Luxembourg trở thành một trung tâm trong lĩnh vực truyền thông và vô tuyến trên thế giới. Đài Phát thanh và Truyền hình Luxembourg là đài phát thanh và truyền hình tư nhân hàng đầu của châu Âu. Công ty vệ tinh "Société européenne des satellites" (SES) được sự hậu thuẫn của chính phủ đã được thành lập vào năm 1986 để lắp đặt và vận hành hệ thống viễn thông vệ tinh vớ mục đích là truyền đi các chương trình truyền hình trên khắp châu Âu. Vệ tinh SES Astra là chiếc vệ tinh đầu tiên đi vào hoạt động, với 16 kênh phát bởi RCA 4000 Astra 1A, đã được Ariane Rocket ra mắt vào tháng 12 năm 1988. SES hiện là công ty dịch vụ vệ tinh lớn nhất thế giới về doanh thu.

### Du lịch

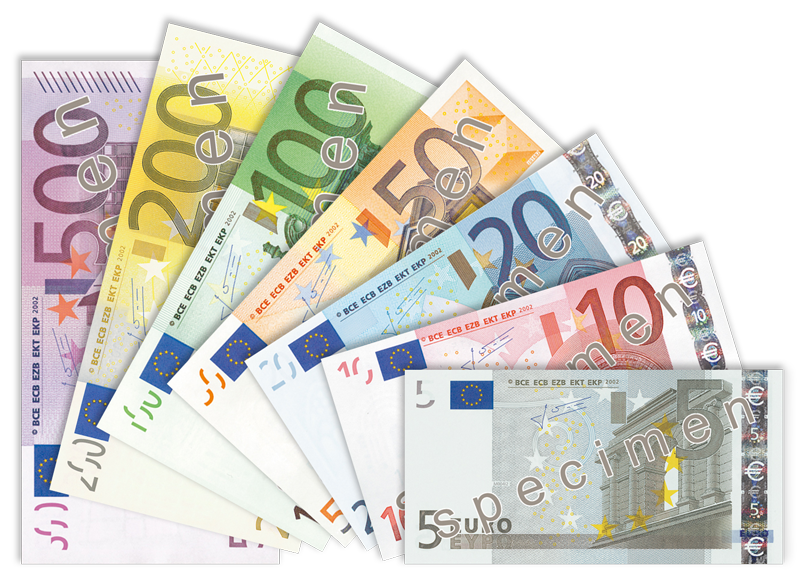
Luxembourg đã gia nhập Liên minh châu Âu kể từ năm 1999.

Du lịch là một thành phần quan trọng của nền kinh tế quốc gia, chiếm khoảng 8,3% GDP trong năm 2009, sử dụng khoảng 25.000 người lao động và chiếm khoảng 11,7% tổng số người có việc làm. Bất chấp khủng hoảng hiện nay, Grand Duchy vẫn đón hơn 900.000 du khách mỗi năm, lượng khác du lịch này dành trung bình khoảng 2,5 đêm tại khách sạn, nhà trọ hoặc tại các khu cắm trại. Việc kinh doanh ngành du lịch đang thực sự nở rộ, với 44% tổng số du khách lưu trú qua đêm ở trong nước và 60% ở thủ đô, đạt mức tăng trưởng lần lượt là 11% và 25% trong giai đoạn 2009 - 2010.

### Nông nghiệp
Khu vực nông nghiệp tuy nhỏ nhưng lại có năng suất cao của Luxembourg được trợ cấp chủ yếu bởi EU và chính phủ. Ngành này sử dụng khoảng từ 1-3% lực lượng lao động. Hầu hết nông dân trong nước đang tham gia vào ngành nông nghiệp sản xuất sữa và thịt. Các vườn nho ở Thung lũng Moselle hàng năm sản xuất ra khoảng 15 triệu lít rượu vang trắng khô mà phần lớn được tiêu thụ ở các thị trường như là Luxembourg, Đức, Pháp và Bỉ ở quy mô nhỏ hơn.

## Dữ liệu
Bảng dưới đây cho biết các chỉ số kinh tế chính của Luxembourg trong giai đoạn từ năm 1980-2017. Màu xanh lá cây biểu thị cho mức lạm phát dưới 2%.
| Năm  | GDP (tỉ US$, theo PPP) | GDP bình quân đầu người (US$, theo PPP) | Tốc đọ phát triển GDP (thực tế) | Tỉ lệ lạm phát (%) | Tỉ lệ thất nghiệp (%) | Nợ chính phủ (tính theo % GDP) |
| ---- | ---------------------- | --------------------------------------- | ------------------------------- | ------------------ | --------------------- | ------------------------------ |
| 1980 | 5.7                    | 15,611                                  | 3.2 %                           | 6.3 %              | 0.7 %                 | không có số liệu               |
| 1981 | 6.3                    | 17,153                                  | 0.8 %                           | 8.1 %              | 1.0 %                 | không có số liệu               |
| 1982 | 6.7                    | 18,391                                  | 1.0 %                           | 9.4 %              | 1.3 %                 | không có số liệu               |
| 1983 | 7.1                    | 19,478                                  | 1.9 %                           | 8.7 %              | 1.6 %                 | không có số liệu               |
| 1984 | 7.7                    | 21,106                                  | 4.7 %                           | 5.6 %              | 1.7 %                 | không có số liệu               |
| 1985 | 8.4                    | 22,956                                  | 5.6 %                           | 14.8 %             | 1.7 %                 | không có số liệu               |
| 1986 | 9.4                    | 25,638                                  | 10.0 %                          | 0.3 %              | 1.5 %                 | không có số liệu               |
| 1987 | 10.1                   | 27,155                                  | 4.0 %                           | −0.1 %             | 1.7 %                 | không có số liệu               |
| 1988 | 11.3                   | 30,223                                  | 8.5 %                           | 1.4 %              | 1.5 %                 | không có số liệu               |
| 1989 | 12.9                   | 34,137                                  | 9.8 %                           | 3.4 %              | 1.4 %                 | không có số liệu               |
| 1990 | 14.1                   | 36,863                                  | 5.3 %                           | 3.7 %              | 1.3 %                 | không có số liệu               |
| 1991 | 15.8                   | 40,826                                  | 8.6 %                           | 3.1 %              | 1.4 %                 | không có số liệu               |
| 1992 | 16.5                   | 41,943                                  | 1.8 %                           | 3.2 %              | 1.6 %                 | không có số liệu               |
| 1993 | 17.6                   | 44,115                                  | 4.2 %                           | 3.6 %              | 2.1 %                 | không có số liệu               |
| 1994 | 18.6                   | 46,104                                  | 3.8 %                           | 2.2 %              | 2.7 %                 | không có số liệu               |
| 1995 | 19.3                   | 47,516                                  | 1.4 %                           | 1.9 %              | 3.0 %                 | 8.9 %                          |
| 1996 | 19.9                   | 48,412                                  | 1.5 %                           | 1.2 %              | 3.2 %                 | 8.6 %                          |
| 1997 | 21.5                   | 51,502                                  | 5.9 %                           | 1.4 %              | 3.3 %                 | 8.5 %                          |
| 1998 | 23.1                   | 54,757                                  | 6.5 %                           | 1.0 %              | 3.1 %                 | 8.1 %                          |
| 1999 | 25.4                   | 59,529                                  | 8.4 %                           | 1.0 %              | 2.9 %                 | 7.1 %                          |
| 2000 | 28.8                   | 65,079                                  | 8.4 %                           | 3.8 %              | 2.2 %                 | 6.5 %                          |
| 2001 | 29.6                   | 67,331                                  | 2.5 %                           | 2.4 %              | 2.0 %                 | 6.9 %                          |
| 2002 | 31.2                   | 70,249                                  | 3.8 %                           | 2.1 %              | 2.5 %                 | 6.8 %                          |
| 2003 | 32.3                   | 72,127                                  | 1.6 %                           | 2.5 %              | 3.3 %                 | 6.8 %                          |
| 2004 | 34.4                   | 75,663                                  | 3.6 %                           | 3.2 %              | 4.0 %                 | 7.3 %                          |
| 2005 | 36.7                   | 79,480                                  | 3.2 %                           | 3.7 %              | 4.0 %                 | 7.4 %                          |
| 2006 | 39.7                   | 84,722                                  | 5.2 %                           | 3.0 %              | 4.0 %                 | 7.8 %                          |
| 2007 | 44.2                   | 92,837                                  | 8.4 %                           | 2.7 %              | 4.0 %                 | 7.7 %                          |
| 2008 | 44.5                   | 91,977                                  | −1.3 %                          | 4.1 %              | 4.1 %                 | 14.9 %                         |
| 2009 | 42.9                   | 86,894                                  | −4.4 %                          | 0.0 %              | 5.6 %                 | 15.7 %                         |
| 2010 | 45.5                   | 90,662                                  | 4.9 %                           | 2.8 %              | 6.0 %                 | 19.8 %                         |
| 2011 | 47.6                   | 92,970                                  | 2.5 %                           | 3.7 %              | 6.0 %                 | 18.7 %                         |
| 2012 | 48.3                   | 92,102                                  | −0.4 %                          | 2.9 %              | 6.1 %                 | 21.7 %                         |
| 2013 | 50.9                   | 94,824                                  | 3.7 %                           | 1.7 %              | 6.8 %                 | 23.7 %                         |
| 2014 | 54.8                   | 99,738                                  | 5.8 %                           | 0.7 %              | 7.1 %                 | 22.7 %                         |
| 2015 | 57.0                   | 101,255                                 | 2.9 %                           | 0.1 %              | 6.8 %                 | 22.0 %                         |
| 2016 | 59.5                   | 103,286                                 | 3.1 %                           | 0.0 %              | 6.3 %                 | 20.8 %                         |
| 2017 | 62.8                   | 106,373                                 | 3.5 %                           | 2.1 %              | 5.8 %                 | 23.0 %                         |

## Các chuẩn mực kế toán
Việc thiết lập các tài khoản kế toán phụ thuộc vào quy mô của các công ty và phải tham khảo ba tiêu chí sau: tổng số bảng cân đối kế toán (tổng tài sản không thua lỗ của năm kế toán), số tiền ròng doanh thu (chẳng hạn như xuất hiện trên tài khoản lãi lỗ) và số lượng lực lượng lao động trung bình.
Việc kiểm soát các công ty vừa và lớn phải được thực hiện bởi một hoặc một số kiểm toán viên độc lập của các công ty được chỉ định bởi hội đồng chung của các thành viên thuộc Viện kiểm toán độc lập.
Việc kiểm soát các công ty nhỏ phải được thực hiện bởi một kế toán viên do hội đồng chung chỉ định trong một khoảng thời gian xác định.
Kết luận của báo cáo kiểm toán viên độc lập có thể là:
- Chứng nhận mà không có bản báo cáo đi kèm, điều này đồng nghĩa với việc báo cáo tài chính đã được phê duyệt một cách hoàn toàn
- Chứng nhận có báo cáo đi kèm, nghĩa là có sự chấp thuận với đối với báo cáo tuy nhiên báo cáo vẫn tồn tại những mối nghi ngờ mang tính trọng yếu nhưng không lan tỏa
- Từ chối chứng nhận báo cáo tài chính

Các hiệp hội kế toán  luôn gặp khó khăn trong việc tổ chức do sự can thiệp lớn của chính phủ trong hệ thống kế toán.
1. ↑  "World Economic Outlook Database, April 2019". IMF.org. International Monetary Fund. Truy cập ngày 29 tháng 9 năm 2019.
2. ↑  "World Bank Country and Lending Groups". datahelpdesk.worldbank.org. World Bank. Truy cập ngày 29 tháng 9 năm 2019.
3. ↑  "Population on 1 January". ec.europa.eu/eurostat. Eurostat. Truy cập ngày 16 tháng 10 năm 2019.
4. 1 2 3 4 5 6 7 8  "World Economic Outlook Database, October 2019". IMF.org. International Monetary Fund. Truy cập ngày 16 tháng 10 năm 2019.
5. 1 2 3 4 5 6 7 8 9 10 11 12 13  "The World Factbook". CIA.gov. Central Intelligence Agency. Bản gốc lưu trữ ngày 30 tháng 5 năm 2015. Truy cập ngày 25 tháng 5 năm 2019.
6. ↑  "People at risk of poverty or social exclusion". ec.europa.eu/eurostat. Eurostat. Truy cập ngày 16 tháng 10 năm 2019.
7. ↑  "Gini coefficient of equivalised disposable income - EU-SILC survey". ec.europa.eu/eurostat. Eurostat. Truy cập ngày 16 tháng 10 năm 2019.
8. ↑  "Human Development Index (HDI)". hdr.undp.org. HDRO (Human Development Report Office) United Nations Development Programme. Truy cập ngày 11 tháng 12 năm 2019.
9. ↑  "Inequality-adjusted Human Development Index (IHDI)". hdr.undp.org. HDRO (Human Development Report Office) United Nations Development Programme. Bản gốc lưu trữ ngày 12 tháng 12 năm 2020. Truy cập ngày 11 tháng 12 năm 2019.
10. ↑  "Labor force, total - Luxembourg". data.worldbank.org. World Bank. Truy cập ngày 1 tháng 11 năm 2019.
11. ↑  "Employment rate by sex, age group 20-64". ec.europa.eu/eurostat. Eurostat. Truy cập ngày 25 tháng 5 năm 2019.
12. ↑  "Unemployment by sex and age - monthly average". appsso.eurostat.ec.europa.eu. Eurostat. Truy cập ngày 29 tháng 11 năm 2019.
13. ↑  "Ease of Doing Business in Luxembourg". Doingbusiness.org. Truy cập ngày 21 tháng 11 năm 2017.
14. ↑  "Report for Selected Countries and Subjects". www.imf.org (bằng tiếng Anh). Truy cập ngày 7 tháng 10 năm 2018.

1. ↑  data cover general government debt and include debt instruments issued (or owned) by government entities other than the treasury; the data include treasury debt held by foreign entities; the data include debt issued by subnational entities, as well as intragovernmental debt; intragovernmental debt consists of treasury borrowings from surpluses in the social funds, such as for retirement, medical care, and unemployment; debt instruments for the social funds are not sold at public auctions